# Верх-Обська сільська рада
Верх-О́бська сільська рада (рос. Верх-Обский сельский совет) — сільське поселення у складі Смоленського району Алтайського краю Росії.
Адміністративний центр — селище Верх-Обський.

## Населення
Населення — 2344 особи (2019; 2633 в 2010, 2746 у 2002).

## Склад
До складу сільської ради входять:
| Населений пункт      | Населення, осіб (2002) | Населення, осіб (2010) |
| -------------------- | ---------------------- | ---------------------- |
| Верх-Обський, селище | 1045                   | 987                    |
| Іконниково, село     | 79                     | 83                     |
| Катунське, село      | 471                    | 469                    |
| Кирпичний, селище    | 84                     | 72                     |
| Красний Маяк, селище | 154                    | 154                    |
| Маточний, селище     | 224                    | 223                    |
| Молочний, селище     | 174                    | 145                    |
| Нефтебаза, селище    | 23                     | 24                     |
| Усть-Катунь, селище  | 492                    | 476                    |